# Рясянен, Яри
Яри Рясянен (фин. Jari Räsänen; род. 28 января 1966, Маанинка) — финский лыжник, призёр Олимпийских игр и чемпионатов мира. Сын известного лыжника Вейкко Рясянена.

## Карьера
В Кубке мира Рясянен дебютировал в 1988 году, в феврале 1990 года впервые попал в десятку лучших на этапе Кубка мира. Всего в личных гонках имеет на своём счету 4 попадания в десятку лучших на этапах Кубка мира. Лучшим достижением Рясянена в общем итоговом зачёте Кубка мира является 13-е место в сезоне 1993/94.
На Олимпийских играх 1988 года в Калгари, занял 8-е место в эстафете и 30-е место в гонке на 15 км классикой.
На Олимпийских играх 1992 года в Альбервиле, завоевал бронзу в эстафете, кроме того занял 15-е место в гонке на 10 км классикой, 19-е место в гонке преследования и 31-е место в гонке на 50 км коньком.
На Олимпийских играх 1994 года в Лиллехаммере, вновь завоевал бронзу в эстафете, а также занял 6-е место в гонке преследования, 11-е место в гонке на 30 км коньком и 12-е место в гонке на 10 км классикой.
За свою карьеру принимал участие в пяти чемпионатах мира, на которых завоевал три серебряные и одну бронзовую медали, все в эстафетных гонках, в личных гонках не поднимался выше 5-го места.

## Допинговое дело STT
В июне 2011 года в ходе судебного разбирательства по так называемому Допинговому делу STT, Уездный суд Хельсинки приговорил бывшего лыжника Яри Рясянена к одному году условного заключения за злостное мошенничество (лыжник не признавал применение им в 1990-е гормона эритропоэтин (ЭПО)), а бывшего тренера сборной Финляндии по лыжам Пекку Вяхясёюринки к девяти месяцам условного заключения также за злостное мошенничество (тренер, а также Антти Леппявуори присутствовали на месте, когда в 1997 году во время чемпионата мира в Трондхейме врачи спустили кровь с вены лыжника Яри Рясянена с тем, чтобы снизить уровень гемоглобина его крови, однако на судебном процессе не было доказано, что Яри Пийрайнен и Леппявуори знали о применении гормона роста). 9 августа 2013 года Верховный суд не дал право лыжнику и тренеру на обжалование приговора.